# Colombiaspett
Colombiaspett (Melanerpes pulcher) är en fågel i familjen hackspettar inom ordningen hackspettartade fåglar.

## Utbredning och systematik
Fågeln återfinns i nordcentrala Colombia. Tidigare betraktades den som en underart till guldnackad hackspett (M. chrysauchen). Den behandlas som monotypisk, det vill säga att den inte delas in i några underarter.

## Status och hot
Arten har ett stort utbredningsområde, men tros minska i antal, dock inte tillräckligt kraftigt för att den ska betraktas som hotad. Internationella naturvårdsunionen IUCN listar arten som livskraftig (LC).